# Zgornje Danje
Zgornje Danje – wieś w Słowenii, w gminie Železniki. W 2018 roku liczyła 6 mieszkańców.